# L’amorosa filosofia
Miłosna filozofia (wł. L’amorosa filosofia) – niedokończony traktat filozoficzny Francesca Patriziego, stanowiący próbę stworzenia filozofii miłości, która byłaby równocześnie filozofią bytu. 

## Treść
Miłosna filozofia jest utworem antyneoplatońskim, jakkolwiek napisanym ręką Patriziego. Dlatego Borys Kuzniecow uważa, że dzieło to może nie wyrażać poglądów Patriziego. Podstawową treścią książki są monologi jej bohaterki, Tarquinii Molzy, od której, zdaniem Borysa Kuzniecowa, może pochodzić podstawowa koncepcja książki. Repliki Patriziego sformułowane są zazwyczaj w duchu filozofii platońskiej. Sam siebie nazywa w tej rozmowie platonikiem, a i Tarquinia niejednokrotnie przypomina mu o jego przynależności do „platończyków”.
Fundamentalnym i wyjściowym pojęciem Miłosnej Filozofii jest miłość do samego siebie, filautia, którą Patrizi określa jako

początek, źródło i podstawę wszystkich innych rodzajów miłości, i wszystkich uczuś naszej duszy, i wszystkich myśli, i wszystkich czynów.

Filautia właściwa jest wszystkim przedmiotom, światu w całości i nawet Bogu. Miłość bliźniego daje zadowolenie i nagrodę po śmierci, a więc jest zmodyfikowaną filautią. Takimi argumentami Patrizi (lub Molza) przekształca miłość w podstawę bytu.
W swej pracy Miłosna filozofia Patrizi występuje jako spadkobierca i kontynuator tradycji humanistycznego indywidualizmu, ponieważ dobro osobiste traktowane jest jako probierz moralności.